# جزیره ملویل (استرالیا)
جزیره ملویل (استرالیا) (به انگلیسی: Melville Island (Australia)) یک جزیره در استرالیا است که در قلمرو شمالی (استرالیا) واقع شده‌است.

## خصوصیات
جزیره ملویل c نفر جمعیت دارد.